# Вёрёш, Михай
Миха́й Вёрёш (венг. Vörös Mihály; 27 октября 1920, Будапешт — 11 октября 2008, Бари) — венгерский футболист, нападающий. После завершения спортивной карьеры работал тренером в Италии.

## Карьера
Михай Вёрёш начал карьеру в 1938 году клубе «Фёварош», откуда спустя 3 года перешёл в «Сегед». В первый же год он занял с клубом 4 место в чемпионате, но уже на следующий сезон у команды случился провал, и она, заняв предпоследнее 15 место, опустилась во второй дивизион. В тот же год он забил первый мяч за клуб, поразив 21 марта 1943 года ворота «Ференцвароша». Клуб вернулся в первый Национальный чемпионат только в 1945 году и сходу занял 4 место. При этом сам Вёрёш был лидером команды, забив за сезон 36 голов в 35 матчах, заняв 6 место в списке лучших бомбардиров и опередив на один гол Ференца Пушкаша. А лучшими его матчами в сезоне стали встреча с «Будаи» и «Тёреквешом», в которых он забил по 4 гола. Потом статистика Михая пошла на спад, в сезоне 1946/1947 он забил 14 голов в 29 матчах, а в сезоне 1947/1948 4 гола в 15 встречах. Последний матч за клуб Вёрёш сыграл 21 декабря 1947 года против «Вашаша», где его команда потерпела поражение со счётом 1:6.
В январе 1948 года Вёрёш поехал в Италию, где прошёл просмотр в «Роме». 28 января футболист сыграл товарищеский матч за клуб против команды «Фраскати», где забил 4 гола. На этом матче присутствовал его соотечественник, Андраш Куттик, являвшийся бывшим главным тренером «Бари». Эти клубы заключили соглашение: Вёрёш играет до конца сезона в клубе из Апулии, а затем переезжает в Рим. 1 февраля он сыграл первый матч за клуб против «Ливорно». Всего в первом сезоне он провёл по одним данным 7, по другим — 8 матчей за клуб и забил 1 гол. Эта результативность не устроила «Рому», и форвард остался в «Бари», где выступал 6 сезонов, проведя 143 матча и забив 53 гола, по другим данным 141 матч и 54 гола, по третьим данным — 54 гола в 142 матчах. Более результативной Михая в Италии помешали в том числе две тяжелые травмы — перелом правой ноги в товарищеской встрече с «Кампобассо» и повреждение мениска 27 апреля 1952 года с «Фоджей». При этом Вёрёш до сих пор занимает первое место по числу голов за клуб в первых 10 матчах чемпионата — 8 мячей в сезоне 1951/1952 в серии С.
После завершения карьеры игрока, Вёрёш остался в Италии и стал работать тренером. Он тренировал небольшие итальянские команды, а завершил карьеру в 1976 году тренером молодёжного состава «Реджины». После этого он поселился в районе Бари Каррасси, где проживал до своей кончины в 2008 году.